# 西紀町
西紀町（にしきちょう）は、かつて兵庫県の北中部にあった町である。多紀郡に属した。
1999年4月1日に多紀郡篠山町・今田町・丹南町の3町と合併、篠山市となったため消滅した。
合併直前に町役場を新築したばかりだった。なお「西紀」とは合併時の新地名で、多「紀」郡「西」部に「錦」をかけたもの、と言われる。

## 地理
- 山: 三岳（793m、多紀アルプス）、黒頭峰 (621m) など
- 河川: 宮田川など

### 隣接していた自治体
多紀郡丹南町・篠山町、氷上郡春日町
京都府船井郡瑞穂町・三和町

## 歴史
- 1955年（昭和30年）1月1日 - 南河内村・北河内村・草山村が合併して西北村が発足。西北村が即日改称して西紀村となる。
- 1960年（昭和35年）1月1日 - 西紀村が町制施行して西紀町となる。
- 1999年（平成11年）4月1日 - 今田町・篠山町・丹南町と合併して篠山市が発足。同日西紀町廃止。

### 海外
- エピダウロス市（ギリシャ共和国）en:Epidaurus
1988年（昭和63年）5月26日 姉妹都市提携。

## 交通

### 鉄道路線
鉄道は無い。 柏原駅、篠山口駅、丹波大山駅 から 神姫バス（2022年時点でウイング神姫に移管）が運行していた。

### 道路
- 兵庫県道77号篠山山南線
- 兵庫県道97号篠山三和線
- 兵庫県道140号長安寺篠山線
- 兵庫県道300号本郷藤坂線
- 兵庫県道301号本郷東浜谷線
- 兵庫県道711号遠方瑞穂線
- 舞鶴自動車道（通過のみ）
  - 西紀サービスエリア

## 出身有名人
- 森田まりこ（お笑いタレント）
- オカザワ カズマ (キュウソネコカミ)